# Kazachs voetbalelftal in 1995
Het Kazachs voetbalelftal speelde in totaal twee interlands in het jaar 1995, het vierde jaar als onafhankelijke staat nadat het land decennialang deel had uitgemaakt van de Sovjet-Unie. De ploeg stond onder leiding van bondscoach Serik Berdalin, de opvolger van Baurzhan Baymuhamedov. Op de in 1993 geïntroduceerde FIFA-wereldranglijst zakte Kazachstan in 1995 van de 153ste (januari 1995) naar de 163ste plaats (december 1995).

## Balans
| Wedstrijden | Wedstrijden | Wedstrijden | Wedstrijden | Doelpunten | Doelpunten | Doelpunten | Punten |
| Gespeeld    | Winst       | Gelijk      | Verlies     | Voor       | Tegen      | Saldo      | Punten |
| ----------- | ----------- | ----------- | ----------- | ---------- | ---------- | ---------- | ------ |
| 2           | 0           | 1           | 1           | 0          | 3          | –3         | 0.500  |

## Interlands
|                                                       |         |       |            |                                                                                       |
| 27 december Vriendschappelijk № 12 «onderlinge duels» | Koeweit | 0 – 0 | Kazachstan | Kazma Stadion, Koeweit-Stad Toeschouwers: 1.000 Scheidsrechter: Rahdi Al Haddad (KUW) |
| 27 december Vriendschappelijk № 12 «onderlinge duels» |         |       |            | Kazma Stadion, Koeweit-Stad Toeschouwers: 1.000 Scheidsrechter: Rahdi Al Haddad (KUW) |

|                                                       |                                                                        |       |            |                                                                                        |
| 29 december Vriendschappelijk № 13 «onderlinge duels» | Saoedi-Arabië                                                          | 3 – 0 | Kazachstan | Koning Fahd Stadion, Riyadh Toeschouwers: 8.500 Scheidsrechter: Hasan Al Beheiry (KSA) |
| 29 december Vriendschappelijk № 13 «onderlinge duels» | Youssef Al-Thuniyan ??' Youssef Al-Thuniyan ??' Ahmed Jamel Madani ??' |       |            | Koning Fahd Stadion, Riyadh Toeschouwers: 8.500 Scheidsrechter: Hasan Al Beheiry (KSA) |

## FIFA-wereldranglijst
| JAN | FEB | MAR | APR | MEI | JUN | JUL | AUG | SEP | OKT | NOV | DEC |
| --- | --- | --- | --- | --- | --- | --- | --- | --- | --- | --- | --- |
| 153 | 156 | 156 | 157 | 157 | 157 | 160 | 160 | 160 | 159 | 159 | 163 |

## Statistieken
| Oleg Voskoboinikov     | 1971-07-04 | SKIF-Ordabasy Şımkent    | 2 | 0 | 0 | 4 | 0 |
| Verdediging            |            |                          |   |   |   |   |   |
| Askar Kozhabergenov    | 1965-09-20 | Kairat Almaty            | 2 | 0 | 0 |   |   |
| Sergey Mischenko       | 1961-05-19 | Sjachtjor Karaganda      | 2 | 0 | 0 |   |   |
| Kanat Musataev         | 1970-07-06 | FK Zjemtsjoezjina Sotsji | 2 | 0 | 0 |   |   |
| Andrey Orlov           | 1974-07-21 | Elimay Semey             | 2 | 0 | 0 |   |   |
| Farkhad Mirsalimbaev   | 1972-10-15 | Taraz Dzhambul           | 1 | 1 | 0 |   |   |
| Sergey Eleskin         | 1969-01-03 | Bolat Temirtau           | 0 | 1 | 0 |   |   |
| Kairat Slambekov       | 1966-06-26 | Tsesna Akmola            | 0 | 1 | 0 |   |   |
| Middenveld             |            |                          |   |   |   |   |   |
| Andrey Kurdyumov       | 1972-03-23 | Sjachtjor Karaganda      | 2 | 0 | 0 |   |   |
| Vakhid Masudov         | 1959-10-10 | Elimay Semey             | 2 | 0 | 0 |   |   |
| Andrey Miroshnichenko  | 1968-12-21 | Elimay Semey             | 2 | 0 | 0 |   |   |
| Azamat Niyazymbetov    | 1974-03-25 | Taraz Dzhambul           | 1 | 0 | 0 |   |   |
| Aanval                 |            |                          |   |   |   |   |   |
| Tleukhan Turmagambetov | 1965-11-18 | Zhiger Shymkent          | 2 | 0 | 0 |   |   |
| Kairat Aubakirov       | 1971-03-08 | Elimay Semey             | 1 | 1 | 0 |   |   |
| Nurken Mazbaev         | 1972-07-04 | Taraz Dzhambul           | 1 | 1 | 0 |   |   |
| Ruslan Imankulov       | 1972-02-06 | Sjachtjor Karaganda      | 0 | 2 | 0 |   |   |
| Askar Abildaev         | 1971-06-16 | Kairat Almaty            | 0 | 1 | 0 |   |   |

KFF · A-internationals · Bondscoaches · Statistieken · Kazachs vrouwenelftal · Olympisch elftal · Kazachstan U21 · Kazachstan U20 · Kazachstan U19 · Kazachstan U18 · Kazachstan U17
1992 – 1999 · 2000 – 2009 · 2010 – 2019 · 2020 – 2029
1992 · 1993 · 1994 · 1995 · 1996 · 1997 · 1998 · 1999 · 2000 · 2001 · 2002 · 2003 · 2004 · 2005 · 2006 · 2007 · 2008 · 2009 · 2010 · 2011 · 2012 · 2013 · 2014 · 2015 · 2016 · 2017 · 2018 · 2019 · 2020 · 2021 · 2022 · 2023 ·
2024 · 2025
Albanië ·
Andorra ·
Armenië ·
Azerbeidzjan ·
Bahrein ·
België ·
Bosnië en Herzegovina ·
Bulgarije ·
Burkina Faso ·
China ·
Curaçao ·
Cyprus ·
Denemarken ·
Duitsland ·
Engeland ·
Estland ·
Faeröer ·
Finland ·
Frankrijk ·
Georgië ·
Griekenland ·
Hongarije · 
Ierland ·
IJsland ·
Irak ·
Iran ·
Japan ·
Jordanië ·
Kirgizië ·
Koeweit ·
Kroatië ·
Laos ·
Letland ·
Libanon ·
Libië ·
Liechtenstein ·
Litouwen ·
Litouwen ·
Luxemburg ·
Malta ·
Moldavië ·
Montenegro ·
Nederland ·
Nepal ·
Noord-Ierland ·
Noord-Korea ·
Noord-Macedonië ·
Noorwegen ·
Oekraïne ·
Oezbekistan ·
Oman ·
Oostenrijk ·
Pakistan ·
Palestina ·
Polen ·
Portugal ·
Qatar ·
Roemenië ·  
Rusland ·
San Marino ·
Saoedi-Arabië ·
Schotland ·
Servië ·
Singapore ·
Slovenië ·
Slowakije ·
Syrië ·
Tadzjikistan ·
Thailand ·
Tsjechië ·
Turkmenistan ·
Turkije ·
Verenigde Arabische Emiraten ·
Vietnam ·
Wales ·
Wit-Rusland ·
Zuid-Korea ·
Zweden